# 마이키 매디슨
마이키 매디슨(영어: Mikey Madison, 1999년 3월 25일 ~ )은 미국의 배우이다. 영화 《원스 어폰 어 타임 인 할리우드》와 《스크림》을 통해 이름을 알리기 시작했다. 2024년 영화 《아노라》의 주인공 아노라 역에 캐스팅되면서 데뷔 이래 첫 주연을 맡았으며, 영화가 칸 영화제 황금종려상을 수상하는 등 큰 호평을 받으면서 자신의 이름도 함께 전 세계적으로 알리게 되었다. 영화의 호평에 이어 본인 역시 아노라 역을 통해 제97회 아카데미 여우주연상과 제78회 영국 아카데미 여우주연상을 수상했다.

## 출연 작품

### 영화
| 연도 | 제목                           | 원제                          | 배역                | 비고       |
| ---- | ------------------------------ | ----------------------------- | ------------------- | ---------- |
| 2017 | 리자, 리자, 스카이스 어 그레이 | Liza, Liza, Skies Are Grey    | 리자                |            |
| 2018 | 몬스터                         | Monster                       | 알렉산드라 플로이드 |            |
| 2018 | 노스탤지아                     | Nostalgia                     | 캐슬린              |            |
| 2019 | 원스 어폰 어 타임 인 할리우드  | Once Upon a Time in Hollywood | 수전 앳킨스         |            |
| 2019 | 아담스 패밀리                  | The Addams Family             | 캔디                | 애니메이션 |
| 2021 | 잇 테이크스 스리               | It Takes Three                | 캣 워커             |            |
| 2022 | 스크림                         | Scream                        | 앰버 프리먼         |            |
| 2023 | 올 솔스                        | All Souls                     | 리버                |            |
| 2024 | 아노라                         | Anora                         | 아노라              |            |

### 텔레비전 드라마
| 연도    | 제목                | 원제             | 배역            | 비고       |
| ------- | ------------------- | ---------------- | --------------- | ---------- |
| 2016-22 | 베터 씽스           | Better Things    | 맥스 폭스       | 주연       |
| 2017-18 | 임포스터스          | Imposters        | 매디            | 2회분 출연 |
| 2024    | 레이디 인 더 레이크 | Lady in the Lake | 주디스 와인스틴 | 주연       |